# Hendrik Pekeler
Hendrik Pekeler, né le 2 juillet 1991 à Itzehoe, est un joueur allemand de handball. Il évolue avec le club du THW Kiel depuis 2018.
Il obtient sa première sélection en équipe nationale d'Allemagne. le 14 mars 2012 contre l'Islande. Depuis, il est notamment champion d'Europe 2016 et médaillé de bronze aux Jeux olympiques de 2016.
Après être passé par le Bergischer HC, le TBV Lemgo et les Rhein-Neckar Löwen, il retrouve le THW Kiel à partir de la saison 2018-2019.

## Palmarès

### En club
Compétitions internationales
- Vainqueur de la Ligue des champions (C1) (1) :  2020
- Vainqueur de la Coupe de l'EHF (C3) (1) :  2019

Compétitions nationales
- Vainqueur du Championnat d'Allemagne (3) : 2016, 2017, 2020
  - Deuxième en  2015, 2018
- Vainqueur de la Coupe d'Allemagne (2) : 2018, 2019
- Vainqueur de la Supercoupe d'Allemagne (3) : 2016/17, 2017/18, 2020/21

### En équipe nationale
Jeux olympiques
- Médaille de bronze aux Jeux olympiques de 2016 au Brésil

Championnat d'Europe
- Médaille d'or au Championnat d'Europe 2016
- 9e place au Championnat d'Europe 2018
- 5e place au Championnat d'Europe 2020

Championnat du monde
- 7e place au Championnat du monde 2015
- 9e place au Championnat du monde 2017
- 4e place au Championnat du monde 2019

Compétitions junior et jeunes
- médaille d'or au Championnat d'Europe des -18 ans en 2008 (da)
- médaille d'or au Championnat du monde junior en 2011

### Distinctions individuelles
- élu meilleur pivot du Championnat d'Europe des -20 ans en 2010 (da)
- élu meilleur défenseur du championnat d'Europe 2020